# Pentalepis
Pentalepis är ett släkte av korgblommiga växter. Pentalepis ingår i familjen korgblommiga växter.
Kladogram enligt Catalogue of Life:
| Pentalepis | \| \| Pentalepis ecliptoides \| \| \| \| \| \| Pentalepis trichodesmoides \| \| \| \| |
|            | \| \| Pentalepis ecliptoides \| \| \| \| \| \| Pentalepis trichodesmoides \| \| \| \| |
|            | Pentalepis ecliptoides                                                                |
|            |                                                                                       |
|            | Pentalepis trichodesmoides                                                            |
|            |                                                                                       |